# Assemblea Nacional de Belarús
L'Assemblea Nacional de la República de Belarús (en belarús: Нацыянальны сход Рэспублікі Беларусь:, Nacyjanalny schod Respubliki Biełaruś; rus: Национальное собрание Республики Беларусь, Natsionalnoye sobran'ye Respubliki Belarus) és el parlament bicameral que governa Belarús. Les dues cambres de l'Assemblea Nacional són:
- Consell de la República - La cambra alta
- Cambra de Representants - La cambra baixa

Si bé cada cambra té obligacions específiques, ambdues tenen la capacitat de vetar els decrets de les administracions locals que es desviïn de la Constitució de Belarús.
Les cambres de l'Assemblea Nacional es convoquen a dos períodes ordinaris de sessions cada any: el primer període de sessions s'obre el 2 d'octubre i la seva durada no pot ser superior a 80 dies; el segon període de sessions s'obre el 2 d'abril i no dura més de 90 dies.
La Cambra de Representants i el Consell de la República poden ser convocats a una sessió extraordinària. Les sessions extraordinàries es convoquen conformement a un ordre del dia determinat per iniciativa del President o a petició d'una majoria de dos terços, com a mínim, dels membres de ple dret de cadascuna de les cambres.
Tot projecte de llei ha de ser examinat inicialment en la Cambra de Representants i després en el Consell de la República.
En la pràctica, l'Assemblea Nacional té poc poder real. El sistema polític belarús concentra gairebé tot el poder de govern en mans del President Aleksandr Lukaixenko. En particular, l'Assemblea Nacional té poc control sobre la despesa pública; segons la Constitució, tot projecte de llei que afecti el pressupost de l'Estat ha de ser aprovat pel president o el govern abans de ser considerat. Els decrets presidencials tenen major pes que la legislació ordinària. No obstant això, des que va adoptar la seva forma actual en 1996, l'Assemblea Nacional ha estat dominada pels partidaris de Lukashenko en qualsevol cas, i no hi ha una oposició substantiva a les decisions presidencials.
El seu predecessor va ser el Consell Suprem de Belarús (fins a 1996).